# ورزشگاه فرندز آرنا
 ورزشگاه فرندز آرنا  (به سوئدی: Friends Arena) ورزشگاهی در سولنا، سوئد و ورزشگاه خانگی تیم ملی فوتبال سوئد است.
این ورزشگاه که در سال ۲۰۰۹ میلادی شروع به ساخت شده، در سال ۲۰۱۲ میلادی به بهره‌برداری رسیده و ظرفیت آن ۵۰٬۰۰۰ نفر است.

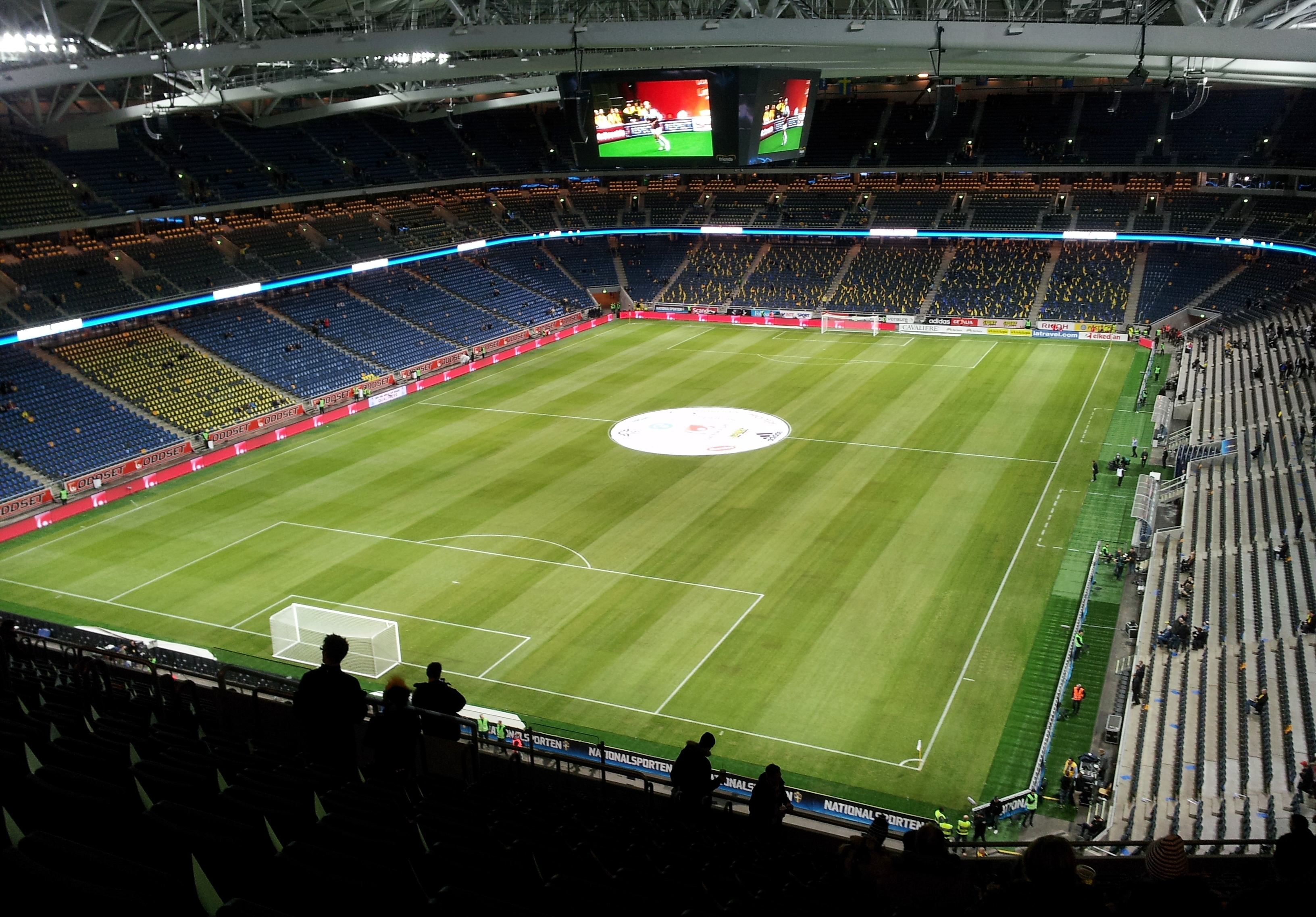
نمای داخلی ورزشگاه فرندز آرنا